# Saint-Savin (Isère)
Saint-Savin is een gemeente in het Franse departement Isère (regio Auvergne-Rhône-Alpes). De plaats maakt deel uit van het arrondissement La Tour-du-Pin. Saint-Savin telde op 1 januari 2022 4.297 inwoners. 

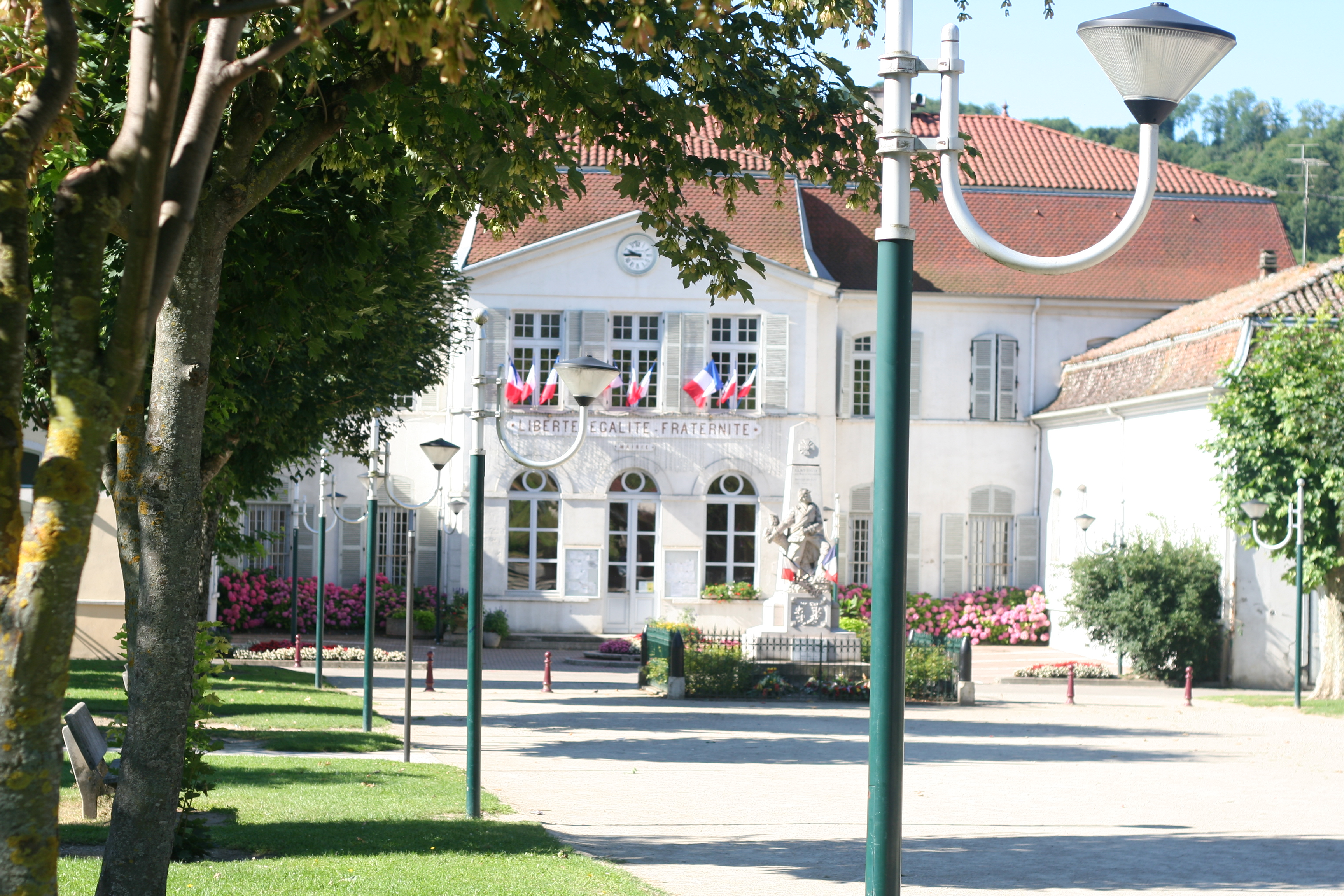
Gemeentehuis
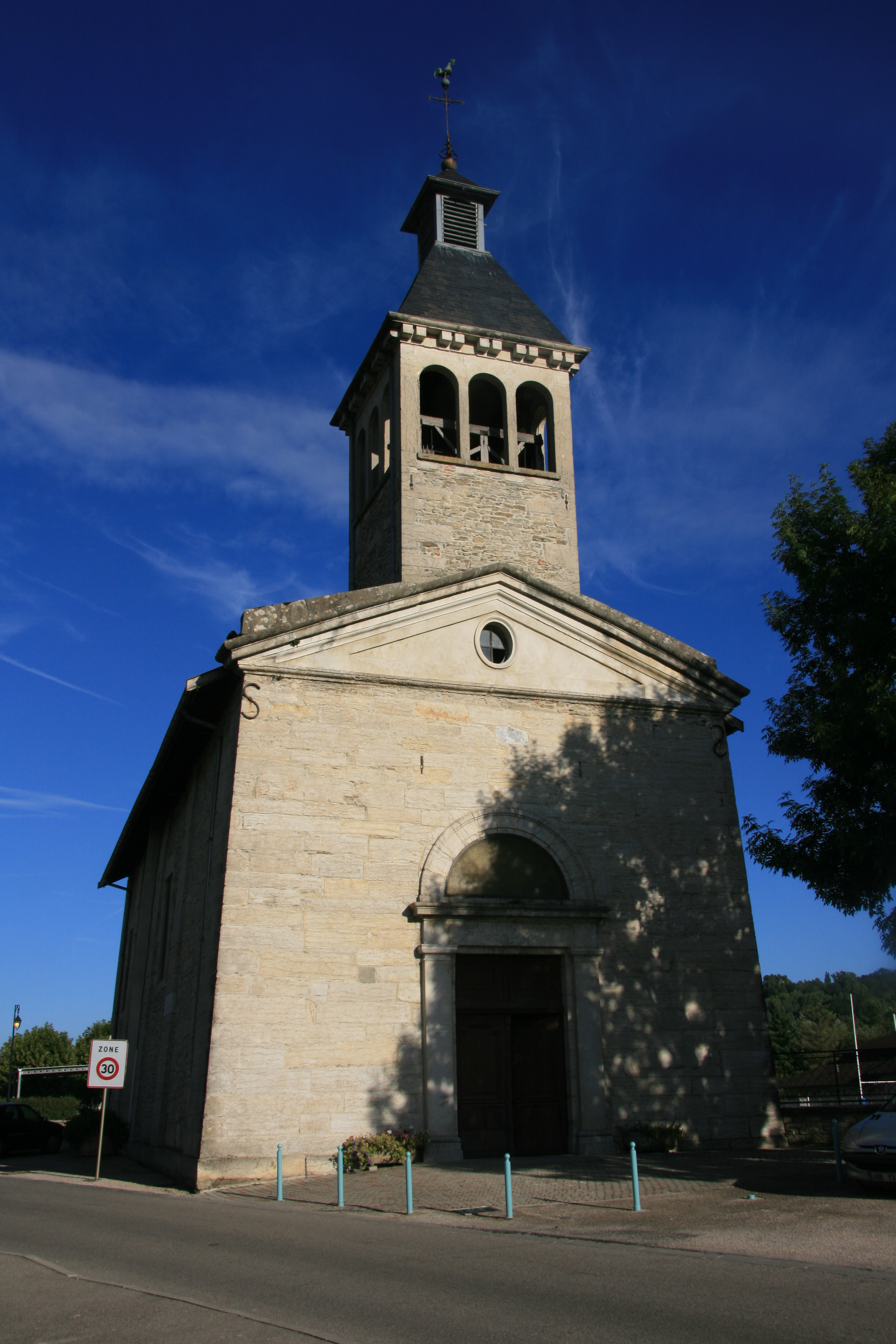
Kerk van Saint-Savin

## Geografie
De oppervlakte van Saint-Savin bedroeg op 1 januari 2022 24,55 vierkante kilometer; de bevolkingsdichtheid was toen 175 inwoners per km².

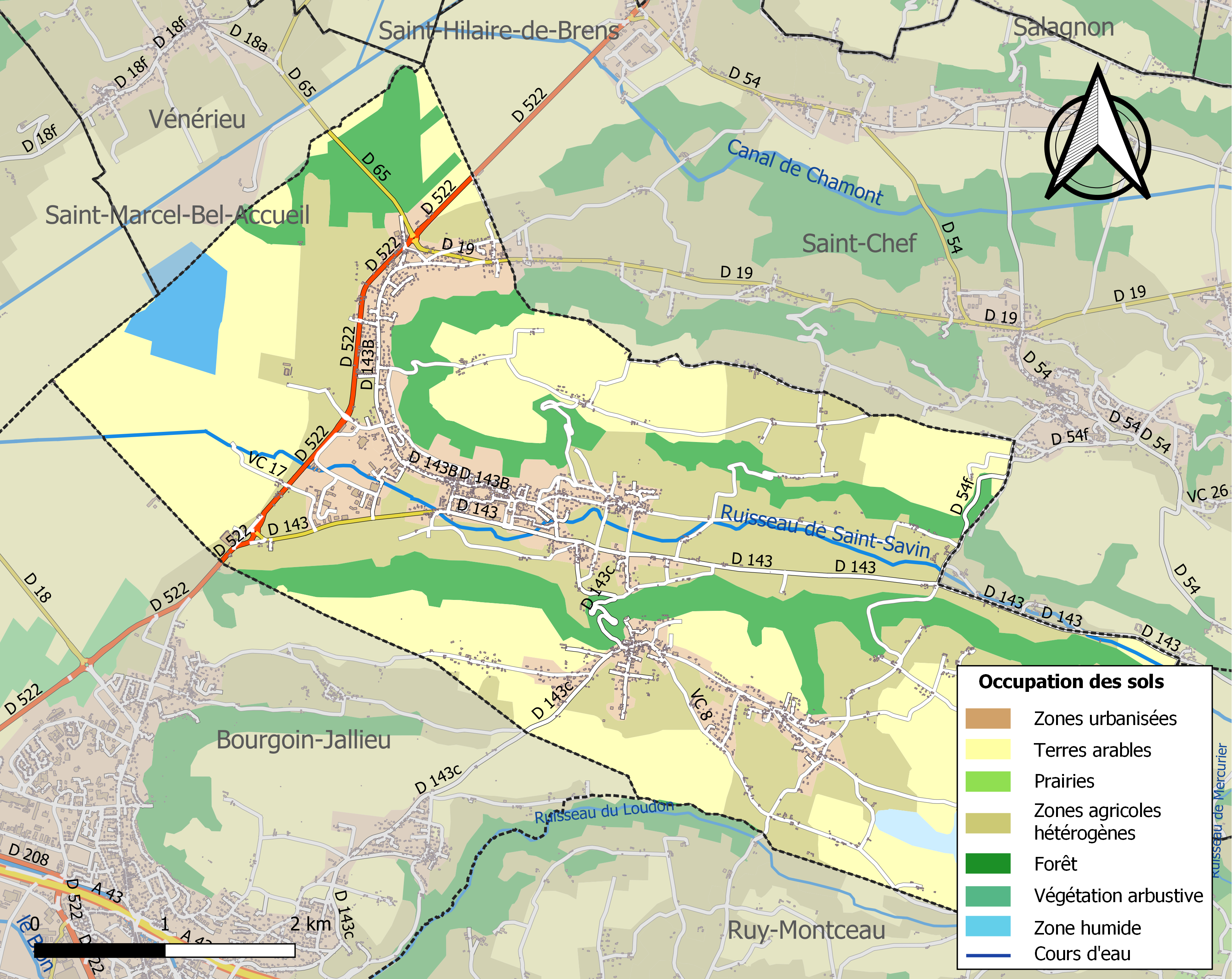
Kaart van de gemeente met de belangrijkste infrastructuur, bodemgebruik en omliggende gemeenten

## Demografie
Onderstaande figuur toont het verloop van het inwonertal (bron: INSEE-tellingen).